# Središnja Mađarska
Središnja Mađarska (mađarski: Közép-Magyarország) je jedna od sedam mađarskih statističkih regija.

## Zemljopis
Pripadajuća županija je Peštanska, a središte regije je grad Budimpešta. Ova regija je najrazvijenija od svih sedam regija.
Prema statističkoj podjeli NUTS, ova regija spada u kategorije NUTS1 i NUTS2.

## Naselja

### Glavni grad
Budimpešta

### Gradovi sa statusom županije
Andzabeg

### Gradovi
Abony, Albertirsa, Aszód, Budakeszi, Jerša, Ceglid, Dabas, Rastin, Kesija, Vršan, Fót, Goda, Godela (Gedlov), Gyál, Đumra, Kistarcsa, Monor, Nagykáta, Nagykőrös, Nagymaros, Ócsa, Jurkinja, Pécel, Pilis, Velišvar, Pomaz, Kovin, Bata, Senandrija (Sandrija, Sendra), Silaj, Semikloš (Semiklauš), Szob, Vulov, Tukulja, Tura, Vacija, Vecsés, Rečaza, Višegrad.

## Vanjske poveznice
- List Središnje Mađarske regije  Arhivirana inačica izvorne stranice od 27. kolovoza 2007. (Wayback Machine)